# Úcta

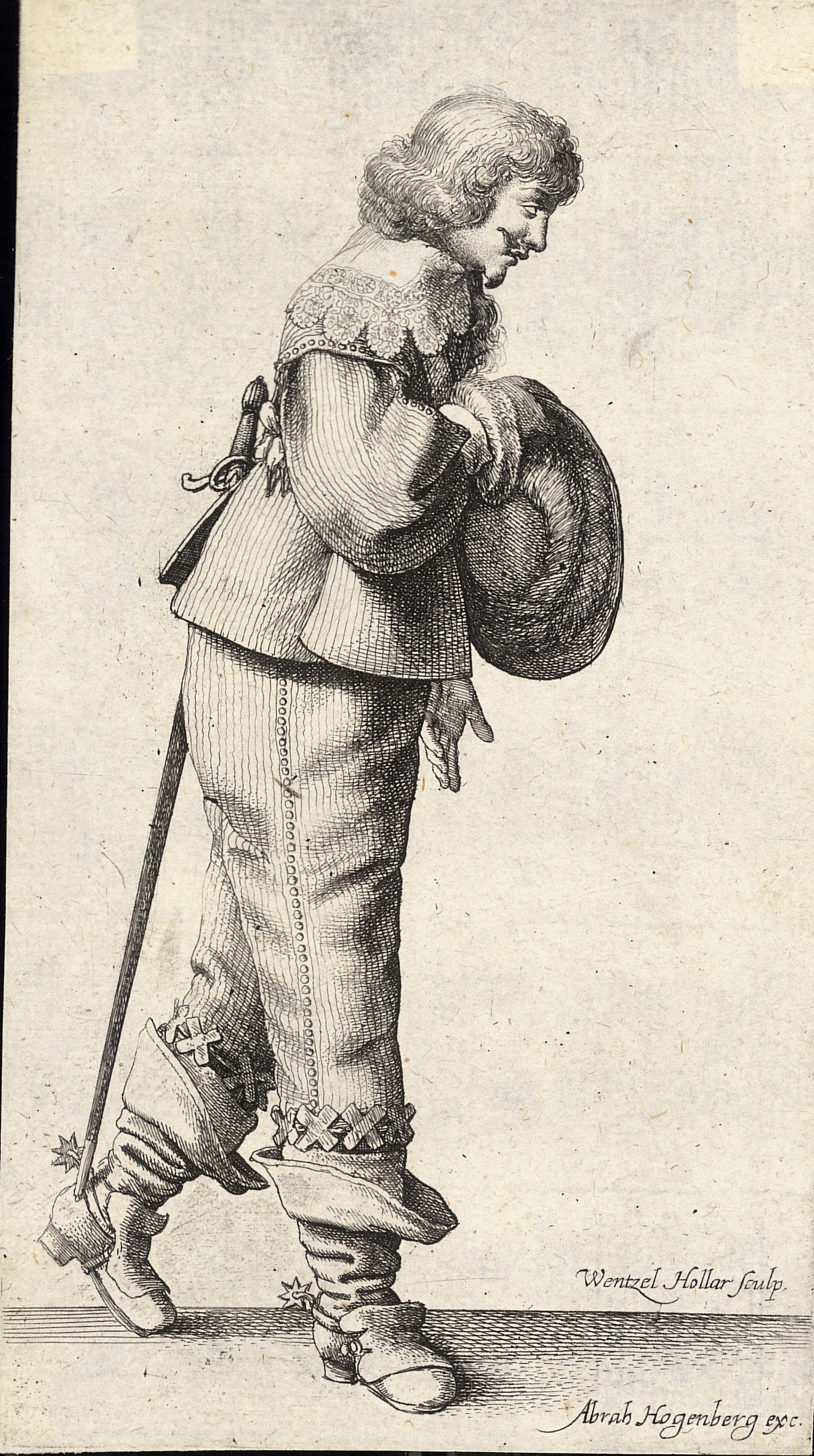
Václav Hollar: Šlechtic při pozdravu

Úcta (od „ctíti“) je trvalý vztah ocenění druhého, který se projevuje dobrovolným sebeomezením v jednání vůči němu, zejména ohleduplností, zdvořilostí, podporou a případně i dary. Na rozdíl od soutěživého sebeprosazování, které zdůrazňuje vlastní kvality a možnosti, vztah úcty vyzvedá kvality druhého, kterého si váží. Klasickým výrazem úcty je například dávání přednosti („až po vás“), úklona, pozvání k jídlu nebo obdarování, tradiční povinnost úcty k hostům se vyjadřuje v pohostinnosti. Podobný význam má slovo respekt. Protikladem úcty je pohrdání, drzost, bezohlednost, ponižování. I když například podřízenost vyjadřují i některá společensky žijící zvířata, úcta je vztah čistě lidský. Může se projevovat vůči druhým lidem, zejména rodičům a starším, vůči institucím a symbolům nebo v náboženské oblasti vůči Bohu. Občanskou úctu vůči sobě rovným vyjadřuje slovo respekt, v náboženské řeči se užívá také slovo uctívání. Uctívání neživých věcí biblická náboženství odmítají a považují za modloslužbu.

## Původ

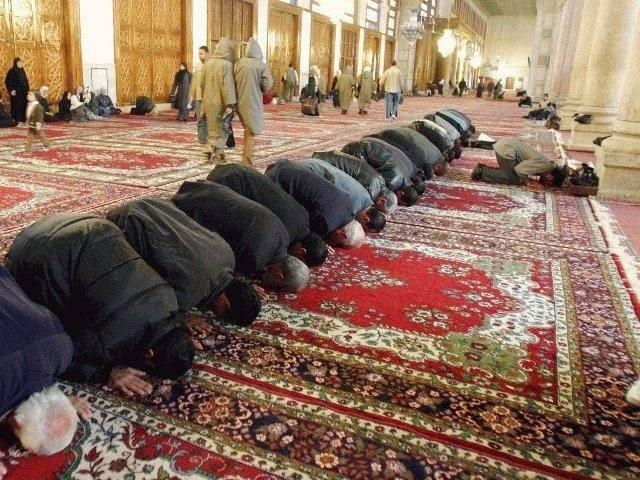
Muslimové při modlitbě (Damašek 2003)

Slovo úcta (uctívat, uctivý) souvisí se slovy ctít, ctnost, čest, poctít a poctivý. Pochází ze staroslovanského „čisti“, brát ohled, pokládat (za něco), považovat (si), jako například v ruském učítyvať. „Uctít“ návštěvu znamenalo dříve nabídnout hostům něco k jídlu a „ctít barvu“ znamená dodnes v kartách dodržovat, respektovat. Vztah úcty – velmi podobně jako představa cti – se v archaických společnostech projevuje nápadnými a jednoznačnými gesty, která často vyjadřují sebeomezení nebo dokonce sebeponížení: padnout před někým na zem, pokleknout, poklonit se. Už židovská Bible je sice vyhrazuje jedinému Bohu, přesto se po tisíciletí vyžadovala také před panovníkem a byla také soustavně zneužívána pro udržování moci.
Spojení „vyžadovat úctu“ předpokládá právě vnější projevy, kdežto už v „osové době“ (Karl Jaspers) se úcta stává stále víc osobním, čili striktně dobrovolným a svobodným vztahem k osobnímu protějšku. Představa „vymáhané úcty“ nám dnes připadá z tohoto důvodu paradoxní, přesto se přinejmenším výslovné projevy neúcty (například vůči státním symbolům nebo soudu) dodnes stíhají. Také projevy úcty mezi sobě rovnými jsou méně nápadné: lehká úklona nebo smeknutí, vojenský pozdrav.

## Význam

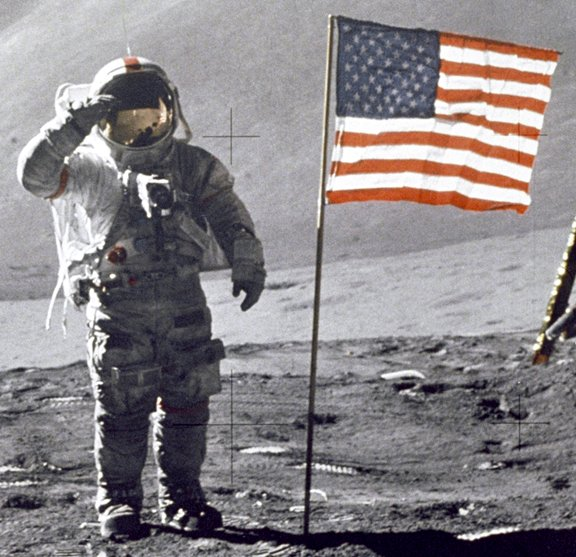
D. R. Scott vzdává úctu vlajce (Apollo 15, 1971)

I když se dnes z pochopitelných důvodů o úctě mnoho nemluví, zůstává jako respekt, ohled a osobní ocenění podstatnou složkou lidských vztahů, soukromých i veřejných. Především proto, že nejen nevyvolává konflikty, ale je přímo opakem soutěživého sebeprosazování, z něhož konflikty obvykle vznikají. Pro přiměřené posouzení významu úcty nestačí sledovat, komu se úcta prokazuje, ale je třeba všimnout si také toho, kdo je takovou svobodnou úctu schopen prokazovat. Ovšem bývají to lidé, kteří sami něco znamenají a dovedou, kteří si dovedou vážit lidí, kdežto „kdo nic neumí a ničím není, neváží si nejspíš nikoho“. Proto se schopnost prokazovat úctu pokládá za ctnost.

## Citáty
„Etika úcty k životu zahrnuje tedy to, co lze označit jako lásku, oddanost, soucit, schopnost radovat se a usilovat spolu s druhými.“ (Albert Schweitzer)
„Kdo už nedokáže obdivovat a ztrácet se v úctě, je duševně mrtev.“ (Albert Einstein)

## Pozdravy
Od slova úcta pochází i dnes již pozapomenutý pozdrav má úcta (zkráceně též: maucta) nebo uctivost (uctivost-služebníček), které slovně vyjadřují úctu k jinému člověku.